# Ограничение свободы
Ограничение свободы — вид уголовного наказания, сущность которого образует совокупность обязанностей и запретов, налагаемых судом на осуждённого, которые исполняются без изоляции осуждённого от общества в условиях осуществления за ним надзора со стороны специализированного государственного органа.
Подобная мера уголовной ответственности предусмотрена законодательством Российской Федерации, а также ряда других стран мира (в частности, Великобритании, Франции, Италии, Швеции, Швейцарии, Испании, Польши, Казахстана и других государств).

## Ограничение свободы в российском праве

### Общие положения
Данный вид наказания является новым для российского уголовного права.

### До 2010 года
В соответствии с частью 1 статьи 53 Уголовного кодекса Российской Федерации ограничение свободы заключалось в содержании осуждённого, достигшего к моменту вынесения судом приговора восемнадцатилетнего возраста, в специальном учреждении без изоляции от общества в условиях осуществления за ним надзора.
Ограничение свободы являлось основным видом наказания и назначалось:
- лицам, осуждённым за совершение умышленных преступлений и не имеющим судимости, — на срок от одного года до трёх лет;
- лицам, осуждённым за преступления, совершённые по неосторожности, — на срок от одного года до пяти лет.

УК РСФСР 1960 года предусматривал схожие меры уголовной ответственности: условное осуждение к лишению свободы с обязательным привлечением к труду (применялось в 1970—1993 годах) и условно-досрочное освобождение от отбывания лишения свободы с обязательным привлечением к труду (применялось в 1964—1993 годах), исполняемые специальными комендатурами при органах внутренних дел.
Ограничение свободы должно было отбываться в специальных учреждениях — исправительных центрах, как правило, в пределах территории субъекта Российской Федерации, в котором осуждённый проживал или был осуждён.
В теории уголовного права высказывались различные мнения по поводу целесообразности и эффективности применения данного вида наказания.
Так, Ю. И. Калинин писал о необходимости отказаться от этого наказания в силу практической несостоятельности и неэффективности такой меры. Особо он критикует возможность перемещения осуждённого из его постоянного места жительства в другую местность:

Он там должен работать, зарабатывать себе на жизнь, кормиться. А кто его ждет на другой территории, где он там найдет себе работу? Так какой смысл в таком наказании?
Человек приедет в этот центр, покрутится, увидит, что кушать нечего, семье помочь нечем, и пойдет воровать ради куска хлеба, или побежит домой, к семье, чтобы там подкормиться. В первом случае его будут ловить и сажать за кражу, во втором случае — за побег. Только посадят его уже в закрытую зону, в тюрьму.

С другой стороны, отмечалось, что созданный этим наказанием режим «полусвободы», включающий в себя постоянный надзор и прочие правоограничения, является достаточно серьёзным по карательному воздействию, но всё же даёт осуждённому возможность почувствовать себя в привилегированном положении по сравнению с осуждёнными к лишению свободы; опыт применения данного наказания в зарубежных странах показывает его высокий потенциал.
Положения о наказании в виде ограничения свободы должны были быть введены в действие федеральным законом по мере создания условий для его отбывания, но не позднее 2005 года. В декабре 2009 года были приняты поправки в Уголовный кодекс, которые существенно изменили суть наказания в виде ограничения свободы и ввели соответствующие нормы в действие с 10 января 2010 года.

### С 2010 года
Согласно вновь принятой редакции Уголовного кодекса, ограничение свободы заключается в установлении судом осужденному следующих ограничений: не уходить из места постоянного проживания (пребывания) в определённое время суток, не посещать определённые места, расположенные в пределах территории соответствующего муниципального образования, не выезжать за пределы территории соответствующего муниципального образования, не посещать места проведения массовых и иных мероприятий и не участвовать в таких мероприятиях, не изменять место жительства или пребывания, место работы и (или) учебы без согласия специализированного государственного органа, осуществляющего надзор за отбыванием осужденными наказания в виде ограничения свободы, если соответствующий запрет предусмотрен законодательством РФ. Среди этих мер обязательными являются ограничения на изменение места постоянного проживания (пребывания) без согласия указанного специализированного государственного органа, а также на выезд за пределы территории соответствующего муниципального образования, остальные применяются на усмотрение суда.
Суд также возлагает на осуждённого обязанность являться в специализированный государственный орган, осуществляющий надзор за отбыванием осуждёнными наказания в виде ограничения свободы, от одного до четырёх раз в месяц для регистрации. В соответствии с действующей в УФСИН инструкцией Минюста России, наказание в виде ограничения свободы может дополнять обязанность носить «электронный браслет», которая исполняется не всегда в силу ряда объективных причин — отсутствия оборудования слежения или его неисправности, юридических уловок адвокатов, коррумпированности отдельных работников тюремного ведомства. Контролируют таких осужденных уголовно-исполнительные инспекции.
Таким образом, ограничение свободы в настоящее время очень схоже с мерой пресечения в виде домашнего ареста, которое применяется в некоторых странах мира, а также с домашним арестом, который используется в России в отношении обвиняемых и подозреваемых по уголовным делам как мера пресечения. Также практически совпадающее с ограничением свободы содержание имеет такая мера уголовно-правового характера, как условное осуждение.
Ограничение свободы может быть как основным, так и дополнительным наказанием и назначается:
- на срок от двух месяцев до четырёх лет в качестве основного вида наказания за преступления небольшой тяжести и преступления средней тяжести;
- на срок от шести месяцев до двух лет в качестве дополнительного вида наказания к принудительным работам или лишению свободы в случаях, предусмотренных соответствующими статьями Особенной части Уголовного Кодекса.

В период отбывания ограничения свободы суд может отменить частично либо дополнить ранее установленные осужденному ограничения.
В случае злостного уклонения осужденного от отбывания ограничения свободы, назначенного в качестве основного вида наказания, суд может заменить неотбытую часть наказания принудительными работами или лишением свободы из расчета один день данных видов наказания за два дня ограничения свободы.
Ограничение свободы не назначается военнослужащим, иностранным гражданам, лицам без гражданства, а также лицам, не имеющим места постоянного проживания на территории Российской Федерации.

## Ограничение свободы в законодательстве стран СНГ
УК Азербайджанской республики в ч. 1 ст. 53 отмечается, что ограничение свободы заключается в содержании осужденного, достигшего к моменту вынесения судом обвинительного приговора восемнадцатилетнего возраста, в специальном учреждении без изоляции от общества в условиях осуществления за ним надзора.
Часть 1 ст. 55 УК Республики Беларусь гласит о том, что ограничение свободы состоит в нахождении осужденного в условиях осуществления за ним надзора с обязательным привлечением к труду в местах, определяемых органами, ведающими исполнением наказания. Детали исполнения наказания описаны в Уголовно-исполнительном кодексе.
Согласно ч. 1 ст. 47 УК Грузии, ограничение свободы означает помещение осужденного, достигшего к моменту вынесения приговора четырнадцатилетнего возраста, без изоляции от общества в специальное учреждение — исправительный центр с осуществлением за ним надзора.
В ч. 1 ст. 45 УК Казахстана 1997 года и в ч. 1 ст. 44 УК Казахстана 2014 года указывается, что ограничение свободы состоит в содержании осужденного в специальном учреждении без изоляции от общества, в условиях осуществления за ним надзора сроком от одного года до пяти лет[уточнить]. Схожее определение закрепляется в ч. 1 ст. 54 УК Таджикистана.
В соответствии с ч. 1 ст. 61 УК Украины наказание в виде ограничения свободы заключается в содержании лица в уголовно-исполнительных учреждениях открытого типа без изоляции от общества в условиях осуществления за ним надзора с обязательным привлечением осужденного к труду.